# أليس دقيق
الأليس الدقيق (باللاتينية: Alyssum minutum) نوع نباتي يتبع جنس الأليس من الفصيلة الكرنبية.

## البيئة والانتشار
موطنه أقطار المشرق العربي (في سورية ولبنان وفلسطين) ووادي النيل (في مصر) والمغرب العربي (المغرب) وتركيا وجنوب أوروبا.